# Campeonato Europeo de Natación en Piscina Corta de 2015
El XVIII Campeonato Europeo de Natación en Piscina Corta se celebró en Netanya (Israel) entre el 2 y el 6 de diciembre de 2015 bajo la organización de la Liga Europea de Natación (LEN) y la Federación Israelita de Natación.
Las competiciones se realizaron en las piscinas del Instituto Wingate de la ciudad israelita.

## Resultados

### Masculino
| Evento                   | Oro                                                                                     | Plata                                                                                 | Bronce                                                                                        |
| ------------------------ | --------------------------------------------------------------------------------------- | ------------------------------------------------------------------------------------- | --------------------------------------------------------------------------------------------- |
| 50 m libre (04.12)       | Yevgueni Sedov · Rusia · 20,87                                                          | Marco Orsi · Italia · 20,92                                                           | Sebastian Szczepański · Polonia · 21,21                                                       |
| 100 m libre (06.12)      | Marco Orsi · Italia · 46,05                                                             | Pieter Timmers · Bélgica · 46,61                                                      | Sebastian Szczepański · Polonia · 46,87                                                       |
| 200 m libre (03.12)      | Paul Biedermann · Alemania · 1:42,68                                                    | Pieter Timmers · Bélgica · 1:42,85                                                    | Glenn Surgeloose · Bélgica · Viacheslav Andrusenko · Rusia · 1:43,55                          |
| 400 m libre (02.12)      | Péter Bernek · Hungría · 3:35,46                                                        | Paul Biedermann · Alemania · 3:35,96                                                  | Gabriele Detti · Italia · 3:37,22                                                             |
| 1500 m libre (04.12)     | Gregorio Paltrinieri · Italia · 14:08,06 RM                                             | Gabriele Detti · Italia · 14:18,00                                                    | Henrik Christiansen · Noruega · 14:23,60                                                      |
| 50 m espalda (06.12)     | Tomasz Polewka · Polonia · 22,96                                                        | Simone Sabbioni · Italia · Christopher Walker-Hebborn · Reino Unido · 23,09           | —                                                                                             |
| 100 m espalda (04.12)    | Radosław Kawęcki · Polonia · 49,64                                                      | Stanislav Donets · Rusia · 50,30                                                      | Christopher Walker-Hebborn Reino Unido 50,35                                                  |
| 200 m espalda (02.12)    | Radosław Kawęcki · Polonia · 1:48,33                                                    | Yakov Tumarkin Israel 1:49,84                                                         | Simone Sabbioni · Italia · 1:50,75                                                            |
| 50 m braza (02.12)       | Damir Dugonjič Eslovenia 26,20                                                          | Adam Peaty Reino Unido 26,21                                                          | Oleg Kostin · Rusia · Alexander Murphy · Irlanda · 26,35                                      |
| 100 m braza (05.12)      | Marco Koch · Alemania · 56,78                                                           | Adam Peaty Reino Unido 56,96                                                          | Giedrius Titenis · Lituania · 57,02                                                           |
| 200 m braza (03.12)      | Marco Koch · Alemania · 2:00,53                                                         | Dániel Gyurta · Hungría · 2:01,99                                                     | Andrew Willis Reino Unido 2:02,76                                                             |
| 50 m mariposa (05.12)    | Andri Hovorov · Ucrania · 22,36                                                         | Yauhen Tsurkin · Bielorrusia · 22,56                                                  | Alexandr Popkov · Rusia · 22,69                                                               |
| 100 m mariposa (03.12)   | László Cseh · Hungría · 49,33                                                           | Matteo Rivolta · Italia · 49,70                                                       | Nikita Konovalov · Rusia · 50,28                                                              |
| 200 m mariposa (06.12)   | László Cseh · Hungría · 1:49,00 RE                                                      | Viktor Bromer Dinamarca 1:51,62                                                       | Simon Sjödin · Suecia · 1:52,89                                                               |
| 100 m estilos (06.12)    | Serguei Fesikov · Rusia · 52,00                                                         | Yakov Tumarkin Israel 52,62                                                           | Andreas Vazaíos · Grecia · 52,67                                                              |
| 200 m estilos (04.12)    | László Cseh · Hungría · 1:51,36 RE                                                      | Philip Heintz · Alemania · 1:53,21                                                    | Diogo Filipe Carvalho Portugal 1:53,45                                                        |
| 400 m estilos (03.12)    | Dávid Verrasztó · Hungría · 4:02,43                                                     | Roberto Pavoni Reino Unido 4:02,69                                                    | Gal Nevo Israel 4:04,68                                                                       |
| 4 × 50 m libre (02.12)   | Rusia · Yevgueni Sedov · Andrei Arbuzov · Alexandr Kliukin · Nikita Konovalov · 1:23,49 | Italia · Federico Bocchia · Marco Orsi · Giuseppe Gattuso · Filippo Magnini · 1:24,44 | Bielorrusia · Yauhen Tsurkin · Anton Latkin · Viktar Staselovich · Artsiom Machekin · 1:25,01 |
| 4 × 50 m estilos (06.12) | Italia · Simone Sabbioni · Fabio Scozzoli · Matteo Rivolta · Marco Orsi · 1:31,71       | Rusia · Andrei Shabasov · Oleg Kostin · Alexandr Popkov · Yevgueni Sedov · 1:32,17    | Bielorrusia · Pavel Sankovich · Ilia Shymanovich · Yauhen Tsurkin · Anton Latkin · 1:33,21    |

- RM – Récord mundial.
- RE – Récord europeo.

### Femenino
| Evento                   | Oro                                                                                           | Plata                                                                                           | Bronce                                                                                          |
| ------------------------ | --------------------------------------------------------------------------------------------- | ----------------------------------------------------------------------------------------------- | ----------------------------------------------------------------------------------------------- |
| 50 m libre (06.12)       | Ranomi Kromowidjojo · Países Bajos · 23,56                                                    | Sarah Sjöström · Suecia · 23,63                                                                 | Jeanette Ottesen Dinamarca 23,94                                                                |
| 100 m libre (04.12)      | Sarah Sjöström · Suecia · 51,37                                                               | Ranomi Kromowidjojo · Países Bajos · 51,59                                                      | Veronika Popova · Rusia · 52,02                                                                 |
| 200 m libre (05.12)      | Federica Pellegrini · Italia · 1:51,8952,46                                                   | Veronika Popova · Rusia · 1:52,46                                                               | Femke Heemskerk · Países Bajos · 1:52,81                                                        |
| 400 m libre (06.12)      | Jazmin Carlin Reino Unido 3:58,81                                                             | Katinka Hosszú · Hungría · 3:58,84                                                              | Boglárka Kapás · Hungría · 3:59,02                                                              |
| 800 m libre (03.12)      | Jazmin Carlin Reino Unido 8:11,01                                                             | Boglárka Kapás · Hungría · 8:11,43                                                              | Sharon van Rouwendaal · Países Bajos · 8:15,84                                                  |
| 50 m espalda (05.12)     | Katinka Hosszú · Hungría · 26,13                                                              | Aleksandra Urbańczyk · Polonia · 26,27                                                          | Sanja Jovanović · Croacia · 26,45                                                               |
| 100 m espalda (03.12)    | Katinka Hosszú · Hungría · 55,42                                                              | Alicja Tchórz · Polonia · 57,17                                                                 | Eygló Ósk Gústafsdóttir Islandia 57,42                                                          |
| 200 m espalda (04.12)    | Katinka Hosszú · Hungría · 1:59,84                                                            | Daria Ustinova · Rusia · 2:01,57                                                                | Eygló Ósk Gústafsdóttir Islandia 2:03,53                                                        |
| 50 m braza (02.12)       | Jenna Laukkanen · Finlandia · 29,71                                                           | Fanny Lecluyse · Bélgica · 29,84                                                                | Natalia Ivaneyeva · Rusia · 29,99                                                               |
| 100 m braza (05.12)      | Jenna Laukkanen · Finlandia · 1:04,56                                                         | Moniek Nijhuis · Países Bajos · 1:05,21                                                         | Viktoriya Zeynep Güneş Turquía 1:05,32                                                          |
| 200 m braza (06.12)      | Fanny Lecluyse · Bélgica · 2:18,49                                                            | Mariya Astashkina · Rusia · 2:19,69                                                             | Viktoriya Zeynep Güneş Turquía 2:19,73                                                          |
| 50 m mariposa (06.12)    | Sarah Sjöström · Suecia · 24,58                                                               | Jeanette Ottesen Dinamarca 25,04                                                                | Silvia Di Pietro · Italia · 25,26                                                               |
| 100 m mariposa (03.12)   | Sarah Sjöström · Suecia · 55,03                                                               | Jeanette Ottesen Dinamarca 55,68                                                                | Alexandra Wenk · Alemania · 56,43                                                               |
| 200 m mariposa (04.12)   | Franziska Hentke · Alemania · 2:03,01                                                         | Lara Grangeon Francia 2:03,85                                                                   | Alessia Polieri · Italia · 2:04,37                                                              |
| 100 m estilos (04.12)    | Katinka Hosszú · Hungría · 56,67 RM                                                           | Siobhan-Marie O'Connor Reino Unido 57,65                                                        | Marrit Steenbergen · Países Bajos · 59,00                                                       |
| 200 m estilos (05.12)    | Katinka Hosszú · Hungría · 2:02,53                                                            | Siobhan-Marie O'Connor Reino Unido 2:05,13                                                      | Louise Hansson · Suecia · 2:07,96                                                               |
| 400 m estilos (02.12)    | Katinka Hosszú · Hungría · 4:19,75                                                            | Hannah Miley Reino Unido 4:26,87                                                                | Lara Grangeon Francia 4:27,31                                                                   |
| 4 × 50 m libre (04.12)   | Italia · Silvia Di Pietro · Erika Ferraioli · Aglaia Pezzato · Federica Pellegrini · 1:36,05  | Países Bajos · Inge Dekker · Femke Heemskerk · Tamara van Vliet · Ranomi Kromowidjojo · 1:36,20 | Rusia · Rozaliya Nasretdinova · Veronika Popova · Daria Kartashova · Natalia Lovtsova · 1:36,62 |
| 4 × 50 m estilos (06.12) | Países Bajos · Tessa Vermeulen · Moniek Nijhuis · Inge Dekker · Ranomi Kromowidjojo · 1:44,85 | Suecia · Louise Hansson · Sophie Hansson · Sarah Sjöström · Magdalena Kuras · 1:45,34           | Italia · Elena Gemo · Martina Carraro · Silvia Di Pietro · Erika Ferraioli · 1:45,73            |

- RM – Récord mundial.

### Mixto
| Evento                   | Oro                                                                                      | Plata                                                                                            | Bronce                                                                                                  |
| ------------------------ | ---------------------------------------------------------------------------------------- | ------------------------------------------------------------------------------------------------ | --- |
| 4 × 50 m libre (05.12)   | Italia · Federico Bocchia · Marco Orsi · Silvia Di Pietro · Erika Ferraioli · 1:29,26    | Rusia · Yevgueni Sedov · Nikita Konovalov · Natalia Lovtsova · Rozaliya Nasretdinova · 1:29,59   | Países Bajos · Jesse Puts · Ben Schwietert · Inge Dekker · Ranomi Kromowidjojo · 1:30,03                |
| 4 × 50 m estilos (03.12) | Italia · Simone Sabbioni · Fabio Scozzoli · Silvia Di Pietro · Erika Ferraioli · 1:38,33 | Rusia · Andrei Shabasov · Andrei Nikolayev · Alina Kashinskaya · Rozaliya Nasretdinova · 1:38,36 | Bielorrusia · Pavel Sankovich · Ilia Shymanovich · Sviatlana Jajlova · Aliaxandra Herasimenia · 1:39,03 |

- RM – Récord mundial.

## Medallero
| Núm. | País         | Oro | Plata | Bronce | Total |
| ---- | ------------ | --- | ----- | ------ | ----- |
| 1    | Hungría      | 11  | 3     | 1      | 15    |
| 2    | Italia       | 7   | 5     | 5      | 17    |
| 3    | Alemania     | 4   | 2     | 1      | 7     |
| 4    | Rusia        | 3   | 7     | 7      | 17    |
| 5    | Polonia      | 3   | 2     | 2      | 7     |
| 5    | Suecia       | 3   | 2     | 2      | 7     |
| 7    | Reino Unido  | 2   | 7     | 2      | 11    |
| 8    | Países Bajos | 2   | 3     | 4      | 9     |
| 9    | Finlandia    | 2   | 0     | 0      | 2     |
| 10   | Bélgica      | 1   | 3     | 1      | 5     |
| 11   | Eslovenia    | 1   | 0     | 0      | 1     |
| 11   | Ucrania      | 1   | 0     | 0      | 1     |
| 13   | Dinamarca    | 0   | 3     | 1      | 4     |
| 14   | Israel       | 0   | 2     | 1      | 3     |
| 15   | Bielorrusia  | 0   | 1     | 3      | 4     |
| 16   | Francia      | 0   | 1     | 1      | 2     |
| 17   | Islandia     | 0   | 0     | 2      | 2     |
| 17   | Turquía      | 0   | 0     | 2      | 2     |
| 19   | Croacia      | 0   | 0     | 1      | 1     |
| 19   | Grecia       | 0   | 0     | 1      | 1     |
| 19   | Irlanda      | 0   | 0     | 1      | 1     |
| 19   | Lituania     | 0   | 0     | 1      | 1     |
| 19   | Noruega      | 0   | 0     | 1      | 1     |
| 19   | Portugal     | 0   | 0     | 1      | 1     |
|      | TOTAL        | 40  | 41    | 41     | 122   |